# Выбел (квартал)

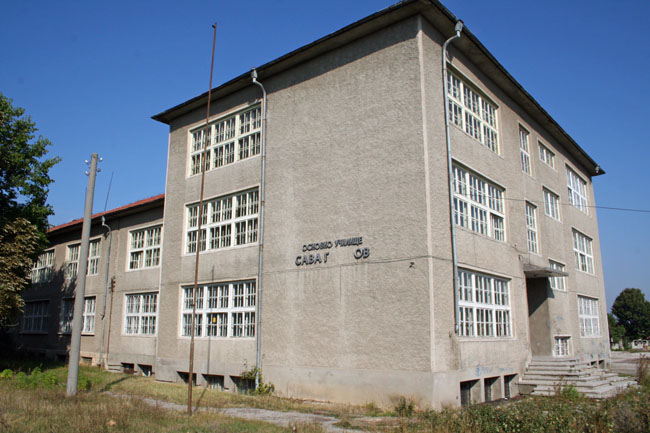
Закрытая школа в квартале

Выбел (болг. Въбел) — квартал города Тырговиште в Болгарии. До 1934 года на месте квартала было село под названием Герен.

## География
Квартал расположен в 3,6 км к северо-западу от центра города. Через него проходит главная трасса Варна-Плевен-София, которая связывает крупные города страны.

## Население

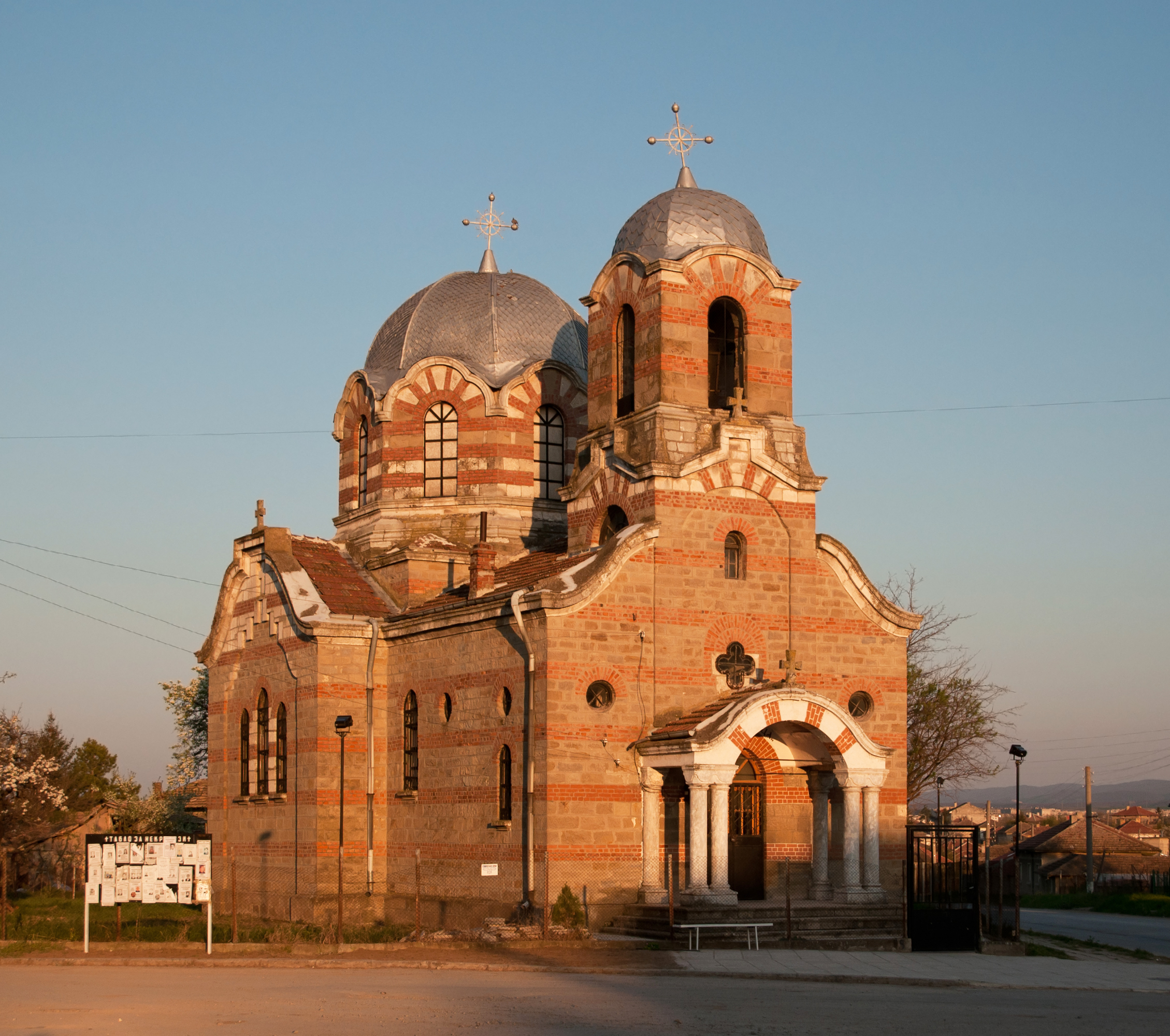
Церковь в Выбеле

Население квартала преимущественно болгарское (более 95 %), также проживает небольшое количество цыган и киприотов.

## Экономика
В непосредственной близости от квартала в 2005 году был открыт завод в собственности турецкого холдинга «Шишеджам» для производства плоского стекла..